# 紅海鸚嘴魚
紅海鸚嘴魚，為輻鰭魚綱鱸形目隆頭魚亞目鸚哥魚科的其中一種，分布於西印度洋的紅海海域，棲息深度1-15公尺，體長可達33公分，棲息在珊瑚礁區，以藻類為食，可做為食用魚。